# Lingua tongana
La lingua tongana o tongano è una lingua polinesiana parlata nelle Tonga e in altre isole dell'Oceano Pacifico.

## Distribuzione geografica
Secondo l'edizione 2009 di Ethnologue, il tongano è parlato da 96.300 persone nelle Tonga. La lingua è attestata anche in Australia, Canada, Figi, Nuova Zelanda, Niue, Samoa Americane, Stati Uniti d'America e a Vanuatu. Complessivamente, si stimano 126.390 locutori.

### Lingua ufficiale
Il tongano è lingua ufficiale delle Tonga.

## Classificazione
Secondo l'edizione 2009 di Ethnologue, la classificazione completa è la seguente:
- Lingue austronesiane
  - Lingue maleo-polinesiache
    - Lingue maleo-polinesiache centro-orientali
      - Lingue maleo-polinesiache orientali
        - Lingue oceaniche
          - Lingue oceaniche remote
            - Lingue oceaniche centrali ed orientali
              - Lingue del Pacifico centrale
                - Lingue figiane orientali-polinesiane
                  - Lingue polinesiane
                    - Lingue tonghiche
                      - Lingua tongana

## Grammatica
Le frasi tongane sono costruite secondo il modello Verbo Soggetto Oggetto.

## Vocabolario
Il lessico è molto simile al samoano (66%) e al wallisiano (86%).

## Sistema di scrittura
Per la scrittura viene utilizzato l'alfabeto latino.